# SsangYong Rexton
SsangYong Rexton er en SUV bygget af den sydkoreanske bilfabrikant SsangYong siden 2001. Bilen er designet af Italdesign.

## Modelår 2001−2006
I sommeren 2003 introduceredes Rexton i Europa. Teknisk set er modellen bygget på en lidt forlænget platform fra SsangYong Musso med chassisramme. Modellen fandtes i første omgang med to forskellige motorer: En 2,9-liters femcylindret dieselmotor med 95 hk og en 3,2-liters sekscylindret benzinmotor med 220 hk. Begge motorerne kom fra Musso og var baseret på konstruktioner fra Mercedes-Benz. Dieselmotoren var femcylindret med betegnelsen OM 602, og blev af Mercedes-Benz benyttet i flere af deres egne bilmodeller. Motoren arbejdede oprindeligt med den for Mercedes-Benz typiske indirekte indsprøjtning. En af SsangYong udviklet turboombygning øgede effekten fra 70 kW/95 hk til 88 kW/120 hk. Også turbodieseludgaven havde fortsat forkammerindsprøjtning, men var dog ikke identisk med den af Mercedes-Benz på samme basis udviklede turbodieselversion OM 602 LA med direkte indsprøjtning. Benzinmotoren var Mercedes-Benz's M 104-motor, en sekscylindret rækkemotor med fire ventiler pr. cylinder. Motoren blev benyttet i forskellige Mercedes-Benz-personbiler (E-, S- og G-klasse) og der i 1997 afløst af M 112 V6-motoren. Motoren blev af SsangYong benyttet i alle deres modelserier: Musso, Korando, Rexton og også limousinen Chairman.
Kraftoverførslen foregik på dieselversionen gennem enten en femtrins manuel gearkasse eller et firetrins automatgear. Den manuelle gearkasse stammede fra det mexicanske firma Tremec, mens automatgearet stammede fra det australske BTR Automotive. Benzinmodellen fandtes kun med automatgear.
Firehjulstrækket var baseret på fordelergearkasser fra BorgWarner. Dieselmodellen var udstyret med tilkobleligt firehjulstræk; på normal vej var Rexton baghjulstrukket. Benzinmodellen havde permanent firehjulstræk, som også kunne benyttes på normal vej. Det var et såkaldt TOD-system (Torque On Demand), som også benyttet i talrige amerikanske SUV'er samt af det japanske Isuzu. Her tjener en elektronisk styret lamelkobling til at overføre en del af drejningsmomentet til forhjulene afhængigt af hjulenes spin.
I 2004 blev modellen første gang modificeret og kom til Europa i efteråret. På karrosseriet var der kun mindre ændringer. Modellen kunne nu også fås med en ny dieselmotor på 2,7 liter, som var baseret på den hidtidige 2,9-litersmotor OM 602, men havde en reduceret cylinderboring, hvilket sænkede slagvolumet til 2696 cm³, og et nyt topstykke med fire ventiler pr. cylinder samt direkte commonrail-indsprøjtning. Heller ikke denne motor var identisk med den ved første øjekast lignende 2,7-liters commonrail-turbodiesel fra Mercedes-Benz med betegnelsen OM 612, men udviklet af SsangYong selv. Denne motor kunne også kombineres med et elektronisk styret femtrins automatgear. For første gang kunne modellen også fås med ESP, som skulle forbedre de som kritisk betegnede køreegenskaber. Den gamle dieselmotor på 2,9 liter fortsatte sideløbende med 2,7'eren, ligesom 3,2-liters benzinmotoren.

## Facelift modelår 2006 (Rexton II)
I sommeren 2006 introduceredes også i Europa (i Sydkorea den 28. marts 2006) den faceliftede Rexton. Den nye, firkantede kølergrill "citerer" Mercedes-Benz, mens de øvrige ændringer ikke var så store. Tågeforlygterne blev mindre, mens pyntelisten på siden af bilen bortfaldt. 270 XDi-motoren blev modificeret og ydede nu 137 kW/186 hk og hed nu 270 XVT. Motoren var blevet udstyret med nye injektorer, en ny variabel turbolader og en større intercooler. 120 kW/163 hk-versionen fortsatte i modelprogrammet, mens benzinmotoren ligesom den gamle 2,9-liters dieselmotor blev taget af programmet. Det permanente firehjulstræk blev ligeledes taget af modelprogrammet.

## Motorer
- 270 XDi, femcylindret dieselrækkemotor med 2696 cm³ slagvolume og 118 kW (160 hk) ved 4000 omdr./min., maks. drejningsmoment 340 Nm ved 1800−3250 omdr./min., 2011−
- 270 XDi, femcylindret dieselrækkemotor med 2696 cm³ slagvolume og 120 kW (163 hk) ved 4000 omdr./min., maks. drejningsmoment 345 Nm ved 1800−3200 omdr./min., 2003−2008
- 270 XVT, femcylindret dieselrækkemotor med 2696 cm³ slagvolume og 132 kW (180 hk) ved 4000 omdr./min., maks. drejningsmoment 402 Nm ved 1600−3000 omdr./min., 2011−
- 270 XVT, femcylindret dieselrækkemotor med 2696 cm³ slagvolume og 137 kW (186 hk) ved 4000 omdr./min., maks. drejningsmoment 402 Nm ved 1600−3000 omdr./min., 2007−2009
- Femcylindret dieselrækkemotor med 2874 cm³ slagvolume og 88 kW (120 hk) ved 4000 omdr./min., maks. drejningsmoment 255 Nm ved 2400 omdr./min., 2001–2006[1]
- 320, sekscylindret benzinrækkemotor med 3199 cm³ slagvolume og 162 kW (220 hk) ved 6100 omdr./min., maks. drejningsmoment 312 Nm ved 4600 omdr./min., 2003−2006